# Сахаров, Элияху
Элияху Сахаров (ивр. אליהו סחרוב‎;
1914, Иерусалим — 30 октября 2018) — деятель еврейского ишува в подмандатной Палестине, а впоследствии израильский предприниматель и участник операций спецслужб. Один из основателей концерна «Израильская военная промышленность» (ТААС), играл важную роль в кампаниях приобретения оружия в первые годы независимости Израиля, а позднее в приобретении материалов для израильского атомного проекта.

## Биография
Элияху Сахаров родился в 1914 году в Иерусалиме в семье торговца лесом. Его дед, раввин, эмигрировал из России в османскую Палестину в 1902 году. Предпринимательством в дальнейшем занимался не только Элияху, но и двое его братьев — Исраэль и Аарон (ещё один брат, Иехезкель, стал первым генеральным инспектором полиции Израиля).
В годы учёбы в старших классах Сахаров присоединился к еврейской организации самообороны «Хагана». Выполнял обязанности личного помощника лидеров организации — Шауля Авигура и Элияху Голомба. В 1932 году возглавил курсы связистов «Хаганы». Принимал активное участие в деятельности «Алии Бет» — структуры, организовывавшей нелегальную иммиграцию в подмандатную Палестину евреев из Европы.
В 1938 году Сахаров основал оружейное производство «Хаганы», впоследствии выросшее в концерн «Израильская военная промышленность» (ТААС). Он также занимался закупкой оружия для «Хаганы», и его усилия сыграли важную роль в обеспечении боеспособности еврейского ишува во время арабского восстания 1936—1939 годов. В 1940 году был арестован мандатными властями Палестины, однако спустя полгода освобождён по договорённости с «Хаганой» об организации диверсионных актов против германских военных объектов. По собственным воспоминаниям, Сахаров в частности обеспечил взрывчаткой диверсионную группу бойцов «Хаганы», в 1941 году принимавшую участие в неудачной операции «Ботсвейн» против военных объектов в Ливане.
В 1942 году участвовал в операции еврейских подпольщиков по похищению оружия и боеприпасов с британских военных складов в Египте. По окончании боевых действий в Италии сумел переправить в Палестину часть оружия, собранного у британских военных. В преддверии создания Государства Израиль и в начальный период его существования занимался приобретением оружия за границей, в США прибегая в том числе к помощи мафии. Организовал нелегальную переправку в Израиль из США самолётов B-17, после чего был вынужден бежать из США в Мексику. Сыграл также ключевую роль в сделке по приобретению Армией обороны Израиля боевых самолётов в Чехословакии.
В 1950 году вышел в отставку в звании подполковника и основал с братом Исраэлем фабрику по производству фанеры, но продолжал секретное сотрудничество с Армией обороны Израиля и спецслужбами страны. В рамках закупок химикатов для обработки древесины в начале 1960-х годов обеспечил приобретение Израилем ряда химических материалов для недавно основанной атомной программы Израиля («Управления по научным связям») через западногерманскую компанию «Асмэра Хими». Он также организовал нелегальное приобретение и доставку в Израиль значительного количества уранового концентрата, известного как «жёлтый кек».
Опубликовал книгу мемуаров «Теневые операции» (ивр. מעש בצל‎), в которой описал свою службу в «Хагане» и деятельность по приобретению оружия для Армии обороны Израиля. Скончался осенью 2018 года, оставив после себя двух дочерей от жены Тани и нескольких внуков и правнуков.